# Шејпс (Флорида)
Шејпс (енгл. Sharpes) насељено је место без административног статуса у америчкој савезној држави Флорида.

## Демографија
По попису из 2010. године број становника је 3.411, што је 4 (-0,1%) становника мање него 2000. године.
| Група             | 2000.         | 2010.         |
| Белци             | 3.090 (90,5%) | 3.065 (89,9%) |
| Афроамериканци    | 121 (3,5%)    | 115 (3,4%)    |
| Азијати           | 22 (0,6%)     | 20 (0,6%)     |
| Хиспаноамериканци | 80 (2,3%)     | 107 (3,1%)    |
| Укупно            | 3.415         | 3.411         |